# 獅子座34
獅子座34，又名BD+14 2217，HD 88355、SAO 98991、HR 3998，是獅子座的一颗恒星，视星等为6.44，位于銀經225.08，銀緯50.28，其B1900.0坐标为赤經10h 6m 15.5s，赤緯+13° 50.28′ 56″。